# Hipótese da densidade
Em teoria dos números, a hipótese de densidade permite a obtenção de resultados em teoria dos números primos que são comparáveis com aqueles que seguem a partir da hipótese de Riemann. Por exemplo, segue-se a partir da hipótese de que a densidade suficientemente grande para que haja pelo menos um primeiro número em cada parte do intervalo {\displaystyle [{x,x+x^{{\frac {1}{2}}+\epsilon }}].}
A hipótese de densidade é uma conseqüência da hipótese de Lindelöf, considerada mais forte. Uma diferença entre esta última é que a hipótese de densidade foi parcialmente provada, em termos de vários teoremas de densidade, começando com certos valores de {\displaystyle 1/2<\sigma _{0}<\sigma .}
Uma desigualdade proposta fornecendo um limite para o número {\displaystyle N(\sigma ,T)} de zeros da função zeta de Riemann
{\displaystyle \zeta (s)=\sum _{n=1}^{\infty }n^{-s},}
onde {\displaystyle s=\sigma +ti} no retângulo {\displaystyle {1/2}<{\sigma }<{\beta }<{1},\mid \gamma \mid \leq {T}.}
A formulação mais exata para a hipótese da densidade é
{\displaystyle N(\sigma ,T)\leq cT^{2(1-\sigma )}{ln^{A}}{T}.}
A mais simples, mas menos precisa formulação é
{\displaystyle N(\sigma ,T)\leq cT^{2(1-\sigma )+\epsilon }.}

Para o número {\displaystyle N(\sigma ,T,\chi )} de zeros das funções-L de Dirichlet
{\displaystyle L(s,\chi )=\sum _{n=1}^{\infty }{\frac {\chi (n,k)}{n^{s}}},}

onde {\displaystyle \chi (n,k)} é um caráter módulo k, é colocada uma hipótese análoga à hipótese da densidade. Em forma de média fica
{\displaystyle \sum _{\chi {\bmod {k}}}^{}N(\sigma ,T,\chi )\leq cT^{2(1-\sigma )+\epsilon }}
{\displaystyle \sum _{k\leq Q}^{}\sum _{\chi ^{\ast }{\bmod {k}}}^{}N(\sigma ,T,\chi )\leq cT^{2(1-\sigma )+\epsilon }} 
onde {\displaystyle \chi ^{\ast }} é um caráter primitivo módulo k.
A hipótese da densidade para as funções-L de Dirichlet são usadas na teoria da distribuição de números primos distribuidos em progressões aritméticas.